# Haus Grimm 31

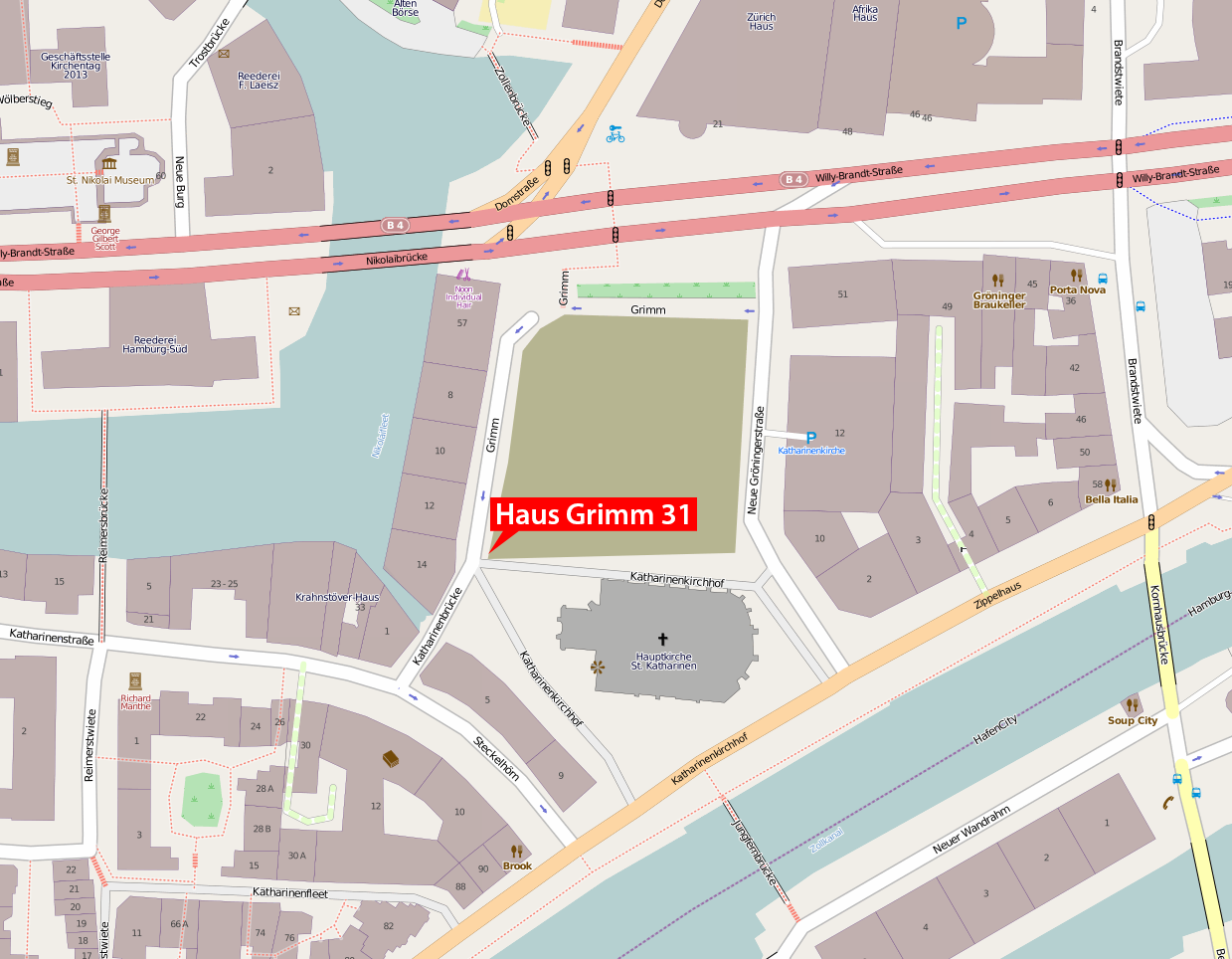
Lage des früheren Hauses Grimm 31

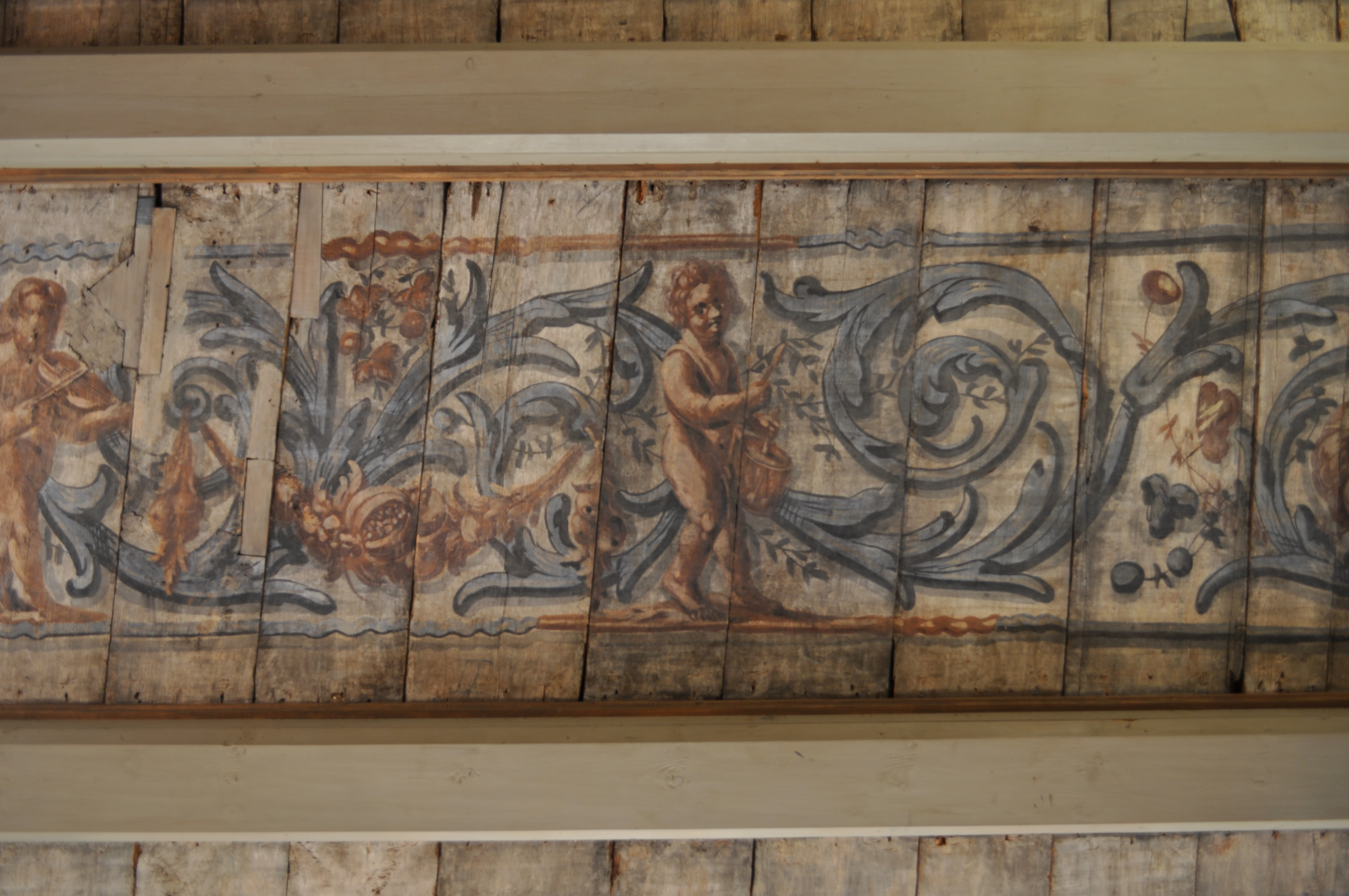
Detail der Deckenmalerei aus dem Haus Grimm 31

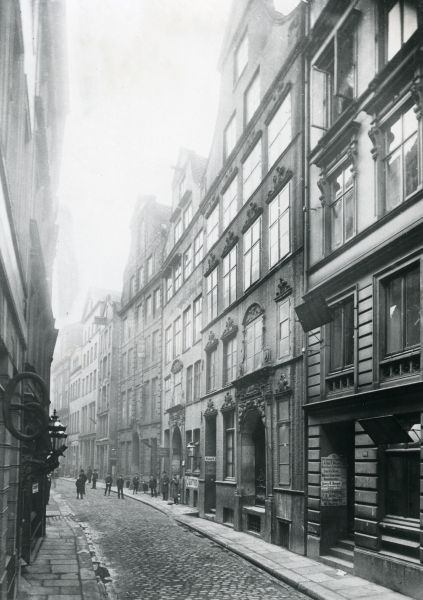
Grimm 31 im Jahr 1898: Zweites Haus von vorne auf der rechten Seite

Das Haus Grimm 31 war ein Hamburger Kaufmannshaus auf der damaligen Insel Grimm in der Hamburger Altstadt. Das Haus wurde in der ersten Hälfte des 16. Jahrhunderts gebaut und 1943 durch Bomben zerstört.
Bekannt war das Bürgerhaus vor allem durch die prunkvolle Holzbalkendecke aus der zweiten Hälfte des 17. Jahrhunderts. In Auftrag gegeben wurde diese durch den damaligen Besitzer, den Kramer Christian Hasenbank. Ursprünglich war diese Decke auf mehrere Zimmer des Obergeschosses des Kaufmannshauses verteilt. Die Decke kam durch eine Schenkung des damaligen Hauseigentümers J. Hansen an das Museum für Hamburgische Geschichte. Dort ist sie gemäß Fritz Schumachers Konzept der Architekturfragmente seit 1922 in der so genannten Kaufmannsdiele durchgehend zusammengesetzt und eingebaut, zusammen mit anderen repräsentativen Einrichtungsgegenständen aus Hamburger Kaufmannshäusern, unter anderem auch aus dem Haus Deichstraße 53.
Zudem existieren von dem Haus noch einige Fotos und Zeichnungen. 
Die Ausmalung der Decke ist ein charakteristisches Beispiel für die barocke Dekorationsmalerei und Raumbemalung in Hamburg. Die Malerei befindet sich auf Kiefernbrettern, von denen heute noch 151 erhalten sind. In der Kaufmannsdiele des Hamburger Museums werden diese durch 17 rekonstruierte Querbalken und 68 weitere Bretter ergänzt. Die Motive entstammen der Dekorationsmalerei des Barock. Neben grob gezeichnetem Rankenwerk sind Putten und andere Gestalten bei spielerischen und derben Handlungen zu sehen. Innerhalb der Malerei finden sich diverse Scherze: So zeigt ein Motiv Kain und Abel und verweist damit auf eine alte Hamburger Redensart, nach der „Im Grimm“ die älteste Straße der Welt sei. Denn laut Bibel erschlug Kain den Abel „im Grimm“.
Das Portal des Hauses von 1691 passte sich in die Umgebung der Häuser in Grimm und Cremon ein. Wie bei den anderen Häusern aus der zweiten Hälfte des 17. Jahrhunderts waren Portal und Fenster fast gleichberechtigte Elemente der Fassadengestaltung. Das Portal selbst schmückten pflanzliche Motive und ein Engelskopf. Die Seejungfrauen, die ebenfalls das Portal zierten, waren vermutlich die einzigen ihrer Art in ganz Hamburg.